# Suez
Suez (in arabo السويس‎?, al-Suways)  è una città portuale egiziana, capoluogo del governatorato omonimo. Si trova sul Golfo di Suez, vicino all'ingresso del canale omonimo.

## Storia

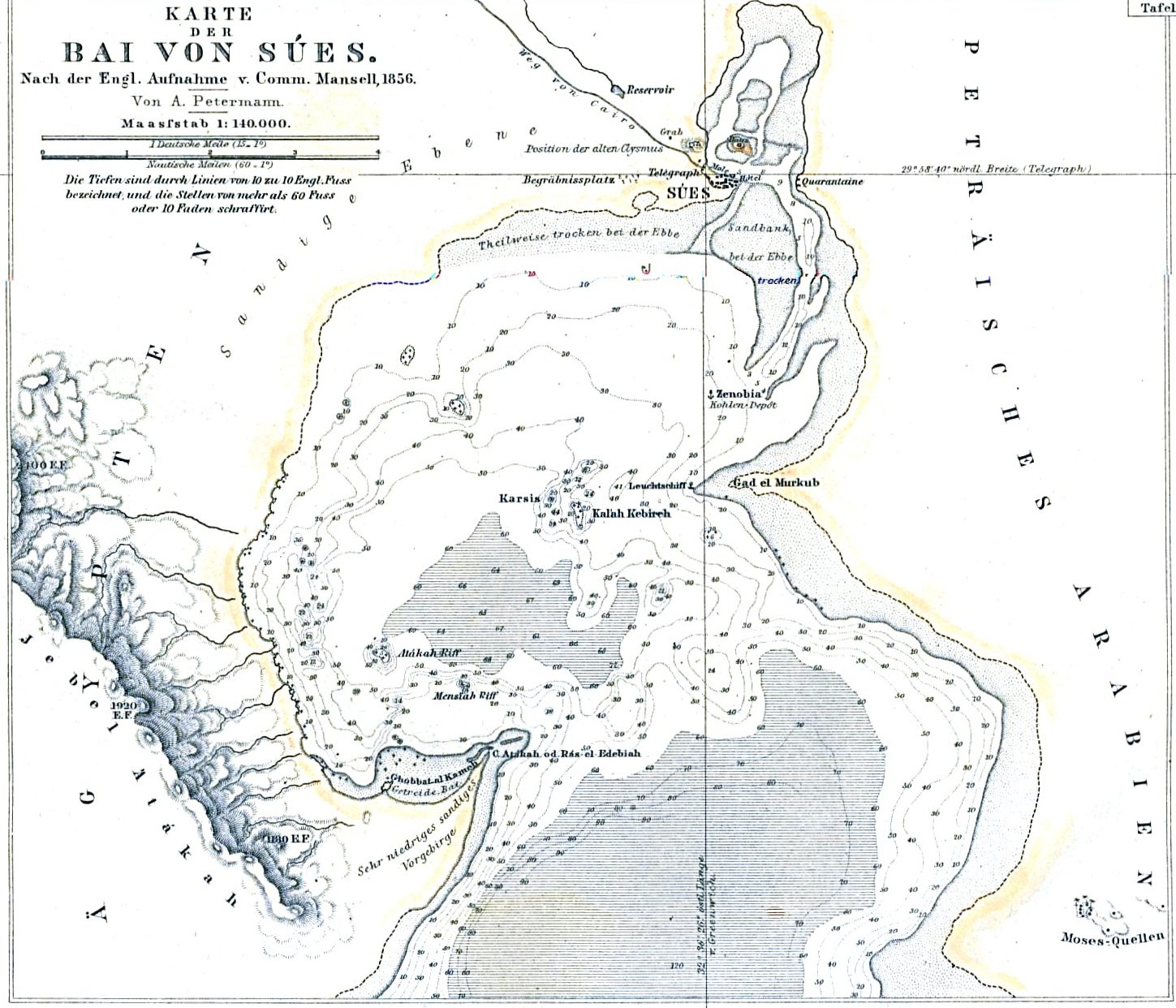
Suez su una mappa del 1856

Importante porto commerciale (il cui nome era Clysma) per l'Oriente (India, Persia e Cina), fondato in età ellenistica dalla Dinastia tolemaica ed utilizzato anche in epoca romana, fin dalla creazione della provincia d'Egitto nel 30 a.C.. I musulmani la ribattezzarono al-Qulzum.
La città venne completamente distrutta ed abbandonata in seguito alla Seconda guerra arabo-israeliana del 1967 e poi ricostruita dopo la riapertura del canale nel 1975.